# Назым-бей
Доктор Назым-бей (тур. Nâzım Bey; 1870 год,Салоники, Османская империя — 26 августа 1926 год, Анкара, Турция) — османский врач, политик и теоретик. Он был одним из ведущих членов партии «Единение и прогресс».
В течение короткого времени Назым был министром образования в правительстве Талаат-паши, а с 1916 по 1918 год — восьмым председателем спортивного клуба Фенербахче. Он сыграл ключевую роль в геноциде армян и греков в Османской империи. Он был признан виновным в покушении на Ататюрка в Измире и повешен в Анкаре 26 августа 1926 года.

## Биография
Мехмед Назым родился в 1872 году в семье Дёнме, вырос в Салониках; его семья долгое время жила в городе и преуспела в управлении различными предприятиями. Его отец Хаджи Абдюльхамид Эфенди был из вардарского (македонского) турецкого клана и умер в детстве. Его мать звали Айше Ханым.
После окончания средней школы в Салониках Назым поступил в Стамбульскую военно-медицинскую среднюю школу в 1885 году в возрасте 15 лет. После трех лет обучения в этой школе он поступил в Военно-медицинскую академию. Под влиянием трудов Намыка Кемаля он основал Общество Османского союза в академии 4 июня 1889 года с группой друзей и играл активную роль в обществе в первые годы его существования. Продолжая свое образование, в 1893 году вместе со своими одноклассниками Ахметом Вердани и Али Зюхту Беем он отправился в Париж, чтобы установить связь с младотурецкой фракцией Ахмеда Рызы, объединил там два общества и учредил «Османский комитет прогресса и союза» (позже известный как Комитет Союза и Прогресса) (CUP). Ахмед Рыза стал первым президентом общества, и 1 декабря 1895 года Назым помог Рызе выпустить газету Meşveret, которая критиковала режим султана Абдул Хамида II, вместо этого выступая за демократический и светский «французский стиль» правительства и общества.
Будущее младотурок было поставлено под угрозу в 1896 году, когда Абдул Хамид узнал о запланированном ими государственном перевороте. В то время как в Константинополе произошло массовое подавление оппозиции, дворец Йылдыз также оказал сильное давление на европейские правительства с целью депортировать младотурок. Французское правительство также подтвердило требования Порты о депортации юнионистов, которые поселились в Швейцарии после депортации из Бельгии. В это время Рыза уступил свое председательство Мизанджи Мураду, который исключил Назыма и Рызу из организации, но Рыза вернулся к председательству в CUP после того, как Мурад и несколько других младотурков дезертировали и вернулись в Константинополь, чтобы принять помилование от Абдул Хамида. CUP Назыма и Рызы в конце концов вернулся в Париж в 1899 году с большим количеством персонала и капитала, чем раньше.
После бегства шехзаде Сабахаттина в Париж, чтобы присоединиться к младотуркам, на конгрессе 1902 года возник раскол, разделивший группу на федералистов и националистов. Имперский фирман объявил доктора Назыма предателем и в это время приговорил его к смертной казни за его роль в газете.
Вне политики Назым поступил на медицинский факультет Сорбоннского университета и завершил свое образование в 1895 году. Он стал гинекологом и начал работать в парижской больнице.
Назым тайно вернулся в Османскую империю, и вместе с Бахаттином Шакиром они организовали отделения CUP в Салониках и Смирне с целью начать революцию. Остановившись в доме Мидхата Шюкрю в Салониках, Назым сыграл важную роль в слиянии в 1907 году CUP и Османского комитета свободы, возглавляемого Талат-беем. В Смирне он открыл магазин, служивший прикрытием для антигамидийской пропаганды. Он встречался с Мехметом Тахиром, Халилом Ментеше, командиром жандармерии Эшрефом Кушчубаши и Чакырджалы Мехметом Эфе в преддверии революции 1908 года. Когда революция началась с бегства Ниязи и Энвера в албанские предгорья, армейский корпус Смирны был отправлен в Салоники, чтобы подавить восстание, но, высадившись в доках Салоников, они перешли на сторону младотурецких революционеров. К 23 июля Абдул-Хамид II капитулировал перед революционерами и провозгласил Вторую конституционную монархию. Назым услышал новости о революции, когда был в Миласе, и поспешил в Салоники, чтобы произнести речь с балкона лондонского отеля.
После революции Назым стал постоянным членом центрального комитета CUP, а также продолжил свою медицинскую карьеру в качестве главного врача городской больницы Салоников и был связан с Красным Крестом. Ему предложили стать генеральным директором Анатолийского вилайета, но он отказался от административной работы. После подавления CUP после государственного переворота 1912 года Назым залег на дно в Салониках, но 9 ноября был взят в плен греками, когда они оккупировали город во время Первой Балканской войны. Он был заключен в афинскую тюрьму, как турецкий националист и репатриирован только за два месяца до начала Первой мировой войны после того, как CUP вернула себе власть и оказала давление на правительство Греции. Охранники оскорбляли его и говорили, что его семья убита, а Константинополь уже занят, а Анатолия скоро перейдет к грекам. Его глубоко беспокоила судьба его семьи (и его маленькой дочери) и изгнание из родного города. По возвращении он привлек внимание к зверствам болгарских комитаджи, совершенным против мусульман, и «призвал [ред] к мести оставшимся османским христианам» в своих газетных статьях. Поражение Османской империи и этническая чистка мусульман были травмирующими для многих младотурков и вызвали желание отомстить; «Превращение Назыма из врача-патриота в бешеного, мстительного националиста … символизировало судьбу многих других».
Возвращение доктора Назыма вызвало у него обеспокоенность тем, что турки здесь экономически бедны. Он организовывал экономические конгрессы и поощрял предпринимательство. Он основал коллективную продуктовую компанию в Румелихисары. Хотя он хотел присоединиться к армии, чтобы сражаться, было сочтено более подходящим, что он остался в центральном комитете. Источники не согласны с тем, поддерживал ли Назым присоединение к Первой мировой войне или сохранение нейтралитета. По предложению доктора Хамида Хюсню (Каякан), близкого друга и бывшего президента «Фенербахче», с которым он работал во время их изгнания в Париж, Назым стал президентом спортивного клуба «Фенербахче» в период с 1915 по 1916 год. Позже вместе с Джелалом Сахиром (Эрозаном) он впервые издавал журнал «Халка Догру» в Смирне и помогал в создании Турецких очагов.
21 июля 1918 года Талаат-паша настоял на том, чтобы Назым присоединился к его кабинету, что он неохотно сделал в качестве министра образования. Назым тщательно охранял государственное имущество и никогда не перевозился на машине, предназначенной для членов кабинета министров.
Назым был ведущей фигурой в тюркизации Османской империи. Он был членом Teşkilât-ı Mahsusa (Специальная организация в Османской империи). Многие члены этой организации со временем участвовали в турецком национальном движении и сыграли особую роль в Геноциде армян.
В речи, произнесенной на заключительном слове заседания Комитета «Единение и прогресс», Назым сказал:
Если мы остаемся удовлетворенными массовыми заболеваниями, которые имеют место в Адане и других местах в 1909 году ... если эта чистка не будет всеобщей и неизбежной, это может привести к проблемам.  Поэтому совершенно необходимо полностью уничтожить армянский народ, чтобы на этой земле больше не было армян и погасло само принятие Армении.Назым Бей
И продолжил, сказав: «Процедура на этот раз будет полным уничтожением — необходимо, чтобы ни один армянин не пережил этого уничтожения».
Во время одного из секретных собраний младотурок Назым сказал: «Резня необходима. Все нетурецкие элементы, к какой бы нации они ни принадлежали, должны быть уничтожены». В феврале 1915 года, за два месяца до начала Геноцида армян, Назым объявил о новой политике правительства, которая «приведет к полному уничтожению», при которой «необходимо, чтобы ни один армянин не выжил». Было отмечено, что он сказал, что Османская империя должна «освободить отечество от устремлений этой проклятой расы», когда речь идет об армянах.
Доктор Назым был одним из восьми юнионистов, бежавших из Османской империи на немецком торпедном катере 2 ноября 1918 года после подписания Мудросского перемирия. За свою роль в геноциде армян Назым был заочно приговорен к смертной казни турецким военным трибуналом 1919—1920 годов, но приговор так и не был приведен в исполнение, поскольку он бежал в Берлин. Находясь в Берлине, он участвовал в создании Общества исламских революций, исламистской организации, выступавшей против Антанты. Когда он узнал, что Энвер-паша был арестован большевиками, он отправился в Москву и после переговоров о его освобождении из тюрьмы вернулся в Берлин, чтобы открыть офис для поддержки турецких националистов в их борьбе против сил Антанты. В 1921 году он отправился в Москву и Батуми, где проводил работу Общества исламской революции. Назым убедил Энвера-пашу не входить в Анатолию и стать противником Мустафы Кемаль-паши. Между тем, он тоже неоднократно писал Мустафе Кемаль-паше о своем желании вернуться в Анатолию, чтобы помочь турецким революционерам, но ответа не получил.
Он встретился с Джемалем-пашой в Чарчу и вместе с Энвером работал над организацией бухарских турок. Услышав новость о том, что турки выиграли битву при Сакарье, он и Энвер-паша расстались. Назым некоторое время жил в Германии под защитой полиции из-за того, что его товарищи по союзу Талаат-паша, Саит Халим-паша, Бахаттин Шакир, Джемаль Азми и Джемаль-паша были убиты армянскими дашнаками (см. Операция «Немисис»). Он пытался сделать бюст Талаат-паши после его убийства. С помощью своего близкого друга Назыма Хикмета он начал писать свои мемуары, но не смог завершить их и опубликовать.

## Личная жизнь
Мехмед Назым познакомился с Берией Ханым, дочерью Рефик-бея из семьи Эвлиязаде в Смирне, а затем женился на ней в 1909 году.

## Последние годы
После взятия Смирны ему разрешили вернуться в Турцию при условии, что он не будет заниматься политической деятельностью. Вернувшись в 1922 году, он продолжал встречаться с бывшими юнионистами, особенно со своим зятем, министром иностранных дел, доктором Тевфиком Рюштю Арасом.
17 июня 1926 года доктор Назым был среди юнионистов, арестованных по обвинению в организации заговора против жизни Мустафы Кемаля в Смирне. Он был доставлен в Анкару после того, как был арестован 1 июля, и предстал перед Трибуналом независимости Анкары. Он отверг выдвинутые против него обвинения, заявив, что не знает и не виноват в этом инциденте. Никаких вопросов о его причастности к предполагаемому убийству не задавали, и на протяжении всего суда его допрашивали только о его деятельности в период правления юнионистов. Судебная коллегия и обвинение приписали ему следующие преступления:
Работа за границей с Энвером-пашой против правительства Анкары в секретной организации в годы перемирия, а также участие в Батумском конгрессе.
Присутствие на собрании в доме Кавит-бея.
Оказание материальной и моральной поддержки прогрессивно-республиканской партии и написание письма Шюкрю-бею о результатах выборов в Измире.
Он был приговорен к смертной казни в третий раз в своей жизни и казнен через повешение в Чебечи в ночь на четверг, 26 августа 1926 года.